# IC 303
IC 303 ist eine linsenförmige Galaxie vom Hubble-Typ S0-a im Sternbild Eridanus am Südsternhimmel. Sie ist schätzungsweise 399 Millionen Lichtjahre von der Milchstraße entfernt und hat einen Durchmesser von etwa 45.000 Lichtjahren. 

Im selben Himmelsareal befindet sich u. a. die Galaxie IC 306.
Das Objekt wurde am 7. Februar 1893 vom französischen Astronomen Stéphane Javelle entdeckt.